# Erich Honecker
Erich Ernst Paul Honecker (tiếng Đức: [ˈeːʁɪç ˈhɔnɛkɐ]; 25 tháng 8 năm 1912 – 29 tháng 5 năm 1994) là một chính trị gia cộng sản người Đức, nhà lãnh đạo Cộng hòa Dân chủ Đức (Đông Đức) từ năm 1971 cho đến trước khi Bức tường Berlin sụp đổ vào tháng 10 năm 1989. Ông từng giữ các chức vụ Tổng Bí thư Đảng Xã hội chủ nghĩa Thống nhất Đức (SED) và Chủ tịch Hội đồng Quốc phòng; năm 1976, ông thay thế Willi Stoph làm Chủ tịch Hội đồng Nhà nước, nguyên thủ quốc gia chính thức. Là nhà lãnh đạo của Đông Đức, Honecker có mối quan hệ chặt chẽ với Liên Xô, quốc gia duy trì một đội quân lớn ở đất nước này.
Sự nghiệp chính trị của Honecker bắt đầu vào những năm 1930 khi ông trở thành đảng viên Đảng Cộng sản của nước Đức. Erich Honecker từng bị chính quyền Đức phát xít bắt giam vì đi theo chủ nghĩa cộng sản. Sau Thế chiến II, ông được quân đội Liên Xô trả tự do và khởi động lại các hoạt động chính trị của mình ở miền Đông Đức, thành lập tổ chức thanh niên tên Thanh niên Đức tự do năm 1946 và làm chủ tịch của hội cho đến năm 1955. Là Bí thư trung ương Đảng vùng Đông Đức mới, ông là một trong những người khởi xướng việc xây dựng Bức tường Berlin; đến năm 1961 thì chịu trách nhiệm về "lệnh bắn" dọc biên giới nội Đức.
Năm 1970, ông khởi xướng một cuộc đấu tranh quyền lực chính trị, với sự hỗ trợ từ nhà lãnh đạo Điện Kremlin Leonid Brezhnev. Kết quả là ông thay thế Walter Ulbricht lên nắm quyền Bí thư thứ nhất Ủy ban Trung ương và Chủ tịch Hội đồng Quốc phòng. Dưới sự lãnh đạo của ông, Đông Đức đã áp dụng chương trình "chủ nghĩa xã hội tiêu dùng". Mục tiêu của chương trình là tiến tới cộng đồng quốc tế bằng cách bình thường hóa quan hệ ngoại giao với Cộng hòa Liên bang Đức (Tây Đức), trở thành thành viên chính thức của Liên hợp quốc. Đây được coi là một trong những thành công chính trị lớn nhất của ông.
Khi Chiến tranh Lạnh hạ nhiệt vào cuối thập niên 1980 – cùng với sự ra đời của các chính sách perestroika và glasnost – những cải cách tự do được giới thiệu bởi nhà lãnh đạo Liên Xô Mikhail Gorbachyov. Dựa vào hành động cứng rắn của hai nhà lãnh đạo Kim Il-sung và Fidel Castro, Honecker từ chối tất cả trừ những thay đổi đối với hệ thống chính trị Đông Đức. Khi các cuộc biểu tình chống cộng ngày càng tăng, Honecker đã đề nghị Gorbachyov dùng quân đội Liên Xô can thiệp, đàn áp phong trào biểu tình nhằm duy trì chủ nghĩa cộng sản ở Đông Đức như Moskva đã làm với Tiệp Khắc trong phong trào Mùa xuân Praha năm 1968 và với cuộc Cách mạng Hungary năm 1956. Nhưng nhà lãnh đạo Xô viết đã từ chối. Honecker buộc phải từ chức do sức ép từ chính đảng của mình vào tháng 10 năm 1989 trong nỗ lực cải thiện hình ảnh của Chính phủ trong mắt công chúng đương thời. Mười tám năm Honecker trên cương vị lãnh đạo Cộng hòa Dân chủ Đức chấm dứt. Toàn bộ chế độ sụp đổ trong những tuần tiếp theo.
Sau khi tái thống nhất nước Đức năm 1990, ông đã xin tị nạn tại Đại sứ quán Chile ở thủ đô Moskva năm 1991. Honecker bị trục xuất trở lại Đức một năm sau đó để hầu tòa vì cáo buộc liên quan đến hành vi vi phạm nhân quyền của Chính phủ Đông Đức. Tuy nhiên, quá trình tố tụng đã bị hủy bỏ vì ông bị mắc bệnh và được chính quyền tha cho phép tại ngoại, và cũng được chế độ mới cho phép lưu vong để đoàn tụ cùng gia đình ở Chile. Honecker qua đời tại Chile vào tháng 5 năm 1994 vì ung thư gan.

## Xuất thân và buổi đầu sự nghiệp chính trị

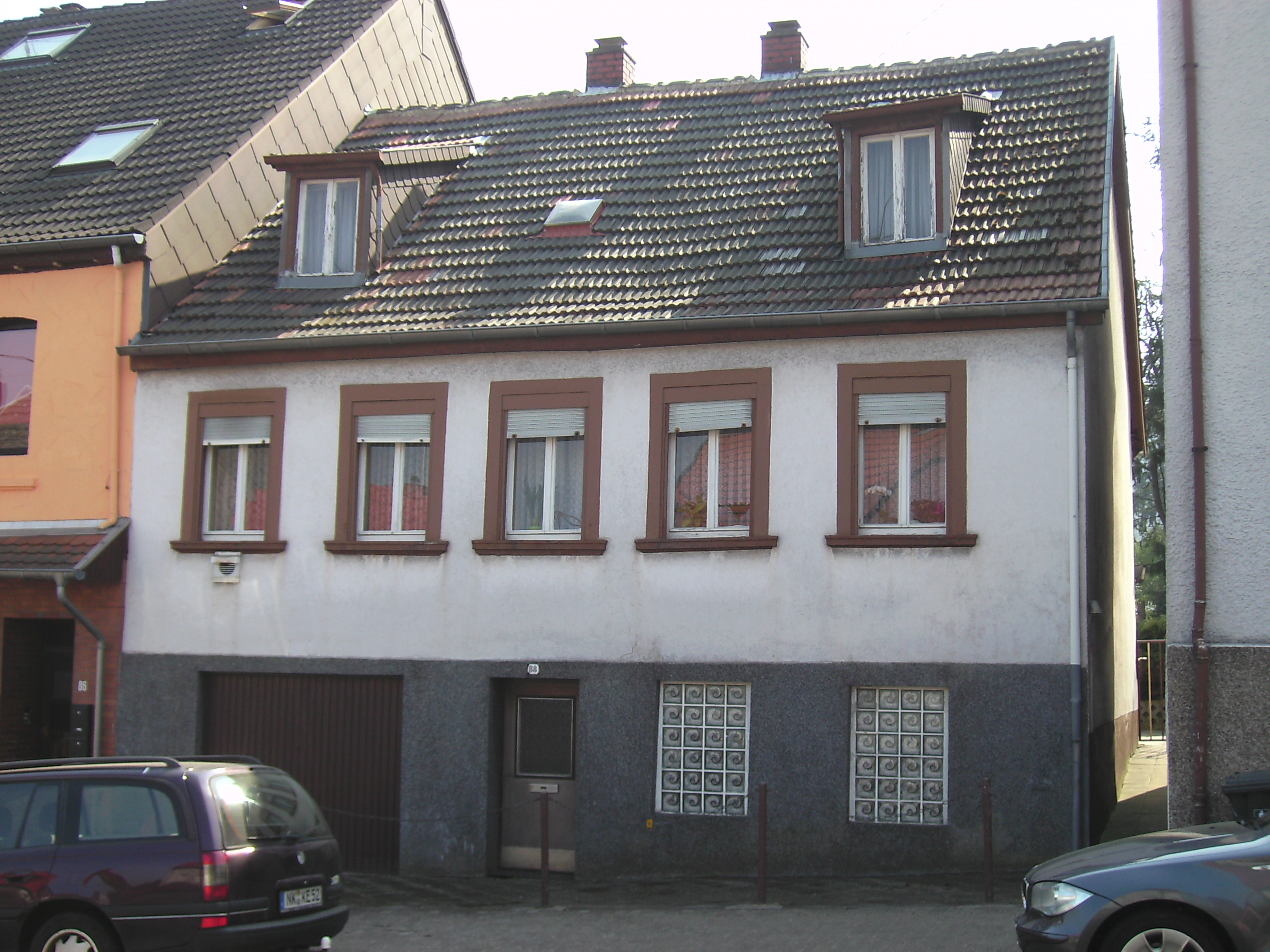
Ngôi nhà thời thơ ấu của Honecker ở Wiebelskirchen

Erich Honecker sinh tại Max-Braun-Straße ở Neunkirchen, hiện là Saarland, là con trai một người thợ mỏ, Wilhelm Erich, với bà Caroline Catharina Weidenhof. Hai người cưới nhau năm 1905 và có được sáu người con: Katharina (Käthe), Wilhelm (Willi), Frieda, Erich, Gertrud (sinh 1917; m. Hoppstädter), và Karl-Robert.
Chịu ảnh hưởng từ cha mình, một người hoạt động tích cực trong phong trào Công đoàn, năm 1922 Erich Honecker gia nhập tổ chức Liên đoàn Spartacus khi mới 10 tuổi, và sau đó là Liên đoàn Cộng sản Thanh niên Đức (KJVD), tổ chức thanh niên của Đảng Cộng sản Đức (KPD) vào năm 1926 và gia nhập KPD năm 1929. Từ 1928 tới 1930 ông làm thợ lợp nhà, nhưng không qua được bậc học nghề. Sau đó ông sang Moskva để học tại Trường Quốc tế Lenin và trong suốt cuộc đời còn lại luôn làm một chính trị gia chuyên nghiệp.
Ông quay trở lại Đức năm 1931 và bị bắt giữ năm 1935, hai năm sau khi phe Phát xít lên nắm quyền. Năm 1937, ông bị kết án 10 năm tù vì các hoạt động cộng sản và tiếp tục ở tù cho tới khi Thế chiến II chấm dứt. Sau khi chiến tranh kết thúc, Honecker nối lại các hoạt động trong đảng dưới sự lãnh đạo của Walter Ulbricht, và, vào năm 1946, trở thành một trong những thành viên đầu tiên của Đảng Thống nhất Xã hội chủ nghĩa Đức (Sozialistische Einheitspartei Deutschlands, SED), được hình thành sau sự hợp nhất của KPD và Đảng Dân chủ Xã hội (SPD) trong Vùng chiếm đóng Xô viết của Đức.
Sau chiến thắng của SED trong cuộc bầu cử tháng 10 năm 1946, Honecker có vị trí là một trong số những lãnh đạo đầu tiên của SED trong nghị viện Đông Đức thời hậu chiến, Đại hội Nhân dân Đức (Deutscher Volkskongress). Dưới sự ủng hộ rất nhiệt tình của Liên Xô, chế độ Cộng hòa Dân chủ Đức được tuyên bố thành lập ngày 7 tháng 10 năm 1949 với việc thông qua một bản hiến pháp mới, đồng thời thành lập một hệ thống chính trị giống với hệ thống chính trị Liên Xô. Honecker là một ứng viên cho chức Bí thư Ủy ban trung ương năm 1950; tới năm 1958, ông đã là một ủy viên chính thức của Bộ Chính trị.

## Lãnh đạo Đông Đức

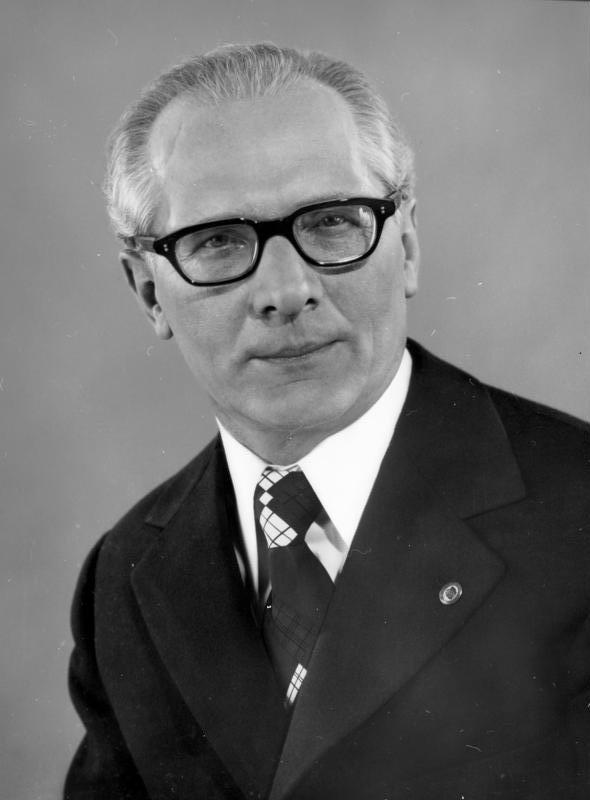
Erich Honecker

Vào năm 1961, Honecker, với tư cách Bí thư Ủy ban Trung ương về các vấn đề an ninh, chịu trách nhiệm xây dựng Bức tường Berlin. Vào năm 1971, ông khởi động cuộc đấu tranh quyền lực, với sự hỗ trợ của Liên Xô, dẫn tới việc ông trở thành nhà lãnh đạo mới, thay thế Walter Ulbricht trong chức vụ Bí thư thứ nhất Ủy ban Trung ương SED và Chủ tịch Hội đồng Quốc phòng. Năm 1976, ông cũng trở thành Chủ tịch Hội đồng Nhà nước (Vorsitzender des Staatsrats der DDR) và vì thế trên thực tế là nguyên thủ quốc gia.
Dưới thời Honecker, Cộng hòa Dân chủ Đức tiến hành một chương trình "chủ nghĩa xã hội tiêu dùng", dẫn tới sự cải thiện đáng kể tiêu chuẩn sống vốn đã cao trong các nước thuộc khối Đông Âu. Ông đặt chú ý nhiều vào sự sẵn có của hàng tiêu dùng, và việc xây dựng nhà cửa được đẩy nhanh, với lời hứa của Honecker "đặt vấn đề nhà cửa như một vấn đề của xã hội". Tuy thế, dù có tiêu chuẩn sống được cải thiện, sự bất đồng nội bộ không được khoan dung. Khoảng 125 công dân Đông Đức  đã bị bắn chết trong giai đoạn này khi tìm cách vượt biên trái phép vào thành phố Tây Berlin của Tây Đức.

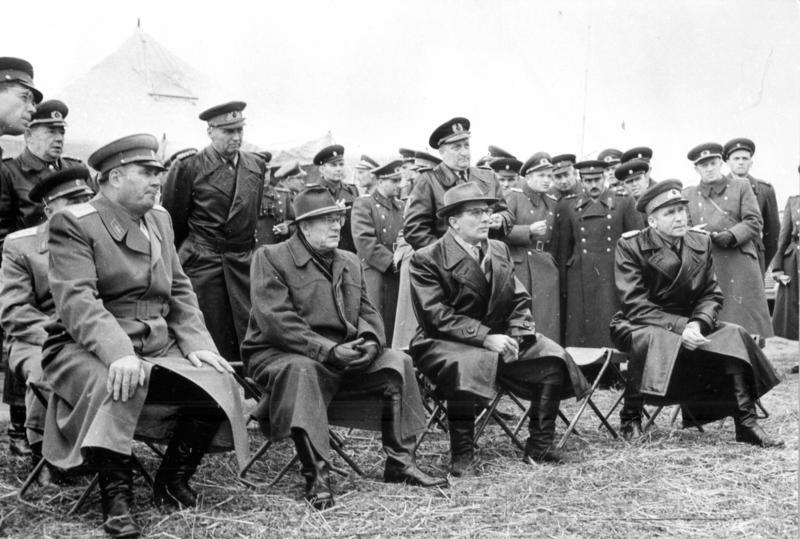
Trong một cuộc huấn luyện Quân đội Nhân dân Quốc gia ở phía nam Đông Đức: Ivan Yakubovsky, Otto Grotewohl, Erich Honecker, Heinz Hoffmann

Về quan hệ nước ngoài, Honecker từ bỏ mục tiêu thống nhất nước Đức và chấp nhận một quan điểm "phòng thủ" của ý thức hệ Abgrenzung (phân chia ranh giới). Ông kết hợp sự trung thành với Liên Xô cùng sự mềm dẻo với tình trạng giảm căng thẳng, đặc biệt trong quan hệ với Tây Đức. Tháng 9 năm 1987, ông trở thành lãnh đạo nhà nước đầu tiên của Đông Đức viếng thăm Tây Đức.
Cuối thập niên 1980, lãnh đạo Xô viết Mikhail Gorbachev đưa ra các cải cách glasnost và perestroika, để tự do hóa chủ nghĩa Cộng sản. Tuy nhiên, Honecker và chính phủ Đông Đức từ chối áp dụng các cải cách tương tự tại Cộng hòa Dân chủ Đức, theo thông báo Honecker đã nói với Gorbachev: "Chúng tôi đã tiến hành cải tổ của mình, chúng tôi chẳng có gì phải cơ cấu lại". Mặt khác, chế độ của ông cũng khôi phục lại tượng đài vị vua nước Phổ xưa Friedrich II Đại Đế (1712 - 1786) - vốn bị dán nhãn là biểu tượng của "chủ nghĩa quân phiệt Phổ" và bị gỡ đi sau Chiến tranh thế giới lần thứ hai - tại đại lộ Unter den Linden. Kể từ năm 1980, ông tuyên bố vua Friedrich II Đại Đế là người có công lớn với đất nước và nhân dân, và từ khi ấy giới học giả theo chủ nghĩa Marx-Lenin bắt đầu nghiên cứu về vị anh quân có tư tưởng tiến bộ này. Khi phong trào cải cách lan rộng khắp Trung và Đông Âu, những cuộc tuần hành lớn chống chính phủ Đông Đức và ủng hộ thống nhất đất nước diễn ra mạnh mẽ, đáng chú ý nhất là cuộc tuần hành thứ 2 năm 1989 tại Leipzig. Đối mặt với tình trạng bất ổn dân sự, các thành viên khác trong Bộ chính trị của Honecker kết luận cần phải thay thế ông. Honecker khi ấy đã già và ốm yếu bị buộc phải từ chức ngày 18 tháng 10 năm 1989, và được thay thế bởi Egon Krenz.

## Bắt đầu truy tố và xin tị nạn
Thời kì cộng sản ở Đông Đức chỉ tồn tại được hai tháng sau sự loại bỏ Honecker. Ba tuần sau khi Honecker bị lật đổ, Bức tường Berlin sụp đổ và Đảng Xã hội Chủ nghĩa Thống nhất Đức nhanh chóng mất quyền kiểm soát đất nước. Vào ngày 1 tháng 12, quyền được bảo đảm của đảng đã bị xóa bỏ khỏi hiến pháp và đảng này tuyên bố là đổi mới và cải cách. Hai ngày sau, ông bị trục xuất khỏi SED cùng các cựu quan chức khác để cứu chế độ đang hấp hối. Nhưng Honecker vẫn tiếp tục gia nhập Đảng Cộng sản Đức (đảng tách ra SED để phản đối đổi mới và cải cách, và phản đối thống nhất với Cộng hòa Liên bang Đức) mới thành lập, vậy ông là thành viên từ năm 1990 cho đến khi qua đời ở Chile.

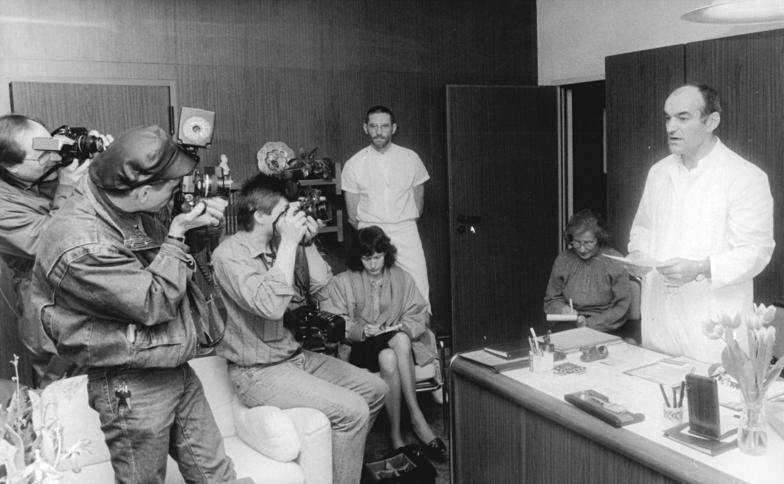
Bác sĩ phẫu thuật P. Althaus thông báo với truyền thông vào tháng 1 năm 1990 rằng Honecker quá ốm yếu để bị giam giữ

Trong tháng 11, Đại hội Nhân dân Đức đã thành lập một ủy ban điều tra tham nhũng và lạm dụng chức vụ, trong đó Honecker bị cáo buộc đã nhận được sự đóng góp hàng năm từ Học viện Kiến trúc Quốc gia với khoảng 20.000 điểm là "thành viên danh dự". Vào ngày 5 tháng 12 năm 1989, công tố viên trưởng ở Đông Đức chính thức khởi động một cuộc điều tra tư pháp chống lại ông với tội danh phản quốc ở mức độ cao, lạm dụng niềm tin và tham ô vào bất lợi nghiêm trọng của tài sản xã hội chủ nghĩa (tội danh phản quốc sau đó đã bị hủy bỏ vào tháng 3 năm 1990). Kết quả là, Honecker bị quản thúc tại gia trong một tháng.
Sau khi dỡ bỏ lệnh quản thúc tại gia, Honecker và vợ Margot đã buộc phải rời khỏi căn hộ trong khu nhà ở Waldsiedlung, Wandlitz, được sử dụng độc quyền bởi các thành viên cao cấp của SED, sau khi Đại hội Nhân dân quyết định đưa nó vào sử dụng làm nhà điều dưỡng cho người tàn tật. Trong mọi trường hợp, Honecker đã dành phần lớn tháng 1 năm 1990 trong bệnh viện sau khi lỗi khối u bị bỏ sót vào năm 1989 và đã được chữa sau khi nghi ngờ ông bị ung thư. Khi rời bệnh viện vào ngày 29 tháng 1, ông bị bắt lại và bị giữ tại trung tâm tạm giam Berlin-Rummelsburg. Tuy nhiên, vào tối ngày hôm sau, 30 tháng 1, Honecker lại được thả ra khỏi nơi giam giữ: Tòa án quận đã hủy bỏ lệnh bắt giữ và, do các báo cáo y tế, nên ông không bị giam giữ và thẩm vấn.

Mục sư U. Holmer vào năm 1990

Không có nhà, Honecker đã chỉ thị luật sư Wolfgang Vogel yêu cầu Nhà thờ Tin Lành ở Berlin-Brandenburg giúp đỡ. Mục sư Uwe Holmer, lãnh đạo của Viện Hoffnungstal ở lobetal, Bernau bei Berlin, đã mời hai vợ chồng một ngôi nhà trong nhà giam của ông. Điều này đã gây ra sự lên án ngay lập tức và sau đó là các cuộc biểu tình chống lại nhà thờ vì đã giúp đỡ Honeckers, vì cả hai đều phân biệt đối xử với các Kitô hữu không tuân thủ hệ tư tưởng của chế độ SED. Ngoài việc ở tại một nhà nghỉ ở Lindow vào tháng 3 năm 1990 chỉ kéo dài một ngày trước khi các cuộc biểu tình nhanh chóng kết thúc, cặp vợ chồng cư trú tại nhà Holmer cho đến ngày 3 tháng 4 năm 1990.
Họ sau đó chuyển đến một khu nhà ở ba phòng trong bệnh viện quân đội Liên Xô ở Beelitz. Tại đây, các bác sĩ chẩn đoán khối u gan ác tính sau khi kiểm tra lại. Sau khi tái thống nhất nước Đức, các công tố viên ở Berlin đã ban hành lệnh bắt giữ đối với Honecker vào tháng 11 năm 1990 với cáo buộc ông ta đã ra lệnh bắn vào những người trốn thoát ở biên giới nội Đức vào năm 1961 và đã lặp đi lặp lại nhiều lần mệnh lệnh đó (cụ thể nhất là vào năm 1974). Tuy nhiên, lệnh này không được thi hành vì Honecker đang nằm dưới sự bảo vệ của chính quyền Liên Xô ở Beelitz. Vào ngày 13 tháng 3 năm 1991, Honeckers đã trốn khỏi Đức từ sân bay Sperenberg do Liên Xô kiểm soát tới thủ đô Moskva trên một máy bay phản lực quân sự với sự trợ giúp của các nhà kiên quyết ủng hộ Liên Xô.
Thủ tướng Đức chỉ được các nhà ngoại giao Liên Xô thông báo về chuyến bay của Honeckers tới Moskva trước một giờ. Điều đó hạn chế phản ứng của Liên Xô trước một cuộc biểu tình công khai, tuyên bố sự tồn tại của lệnh bắt giữ có nghĩa là Liên Xô đã vi phạm luật pháp quốc tế bằng cách thừa nhận Honecker. Phản ứng ban đầu của Liên Xô là Honecker hiện đã quá yếu để đi lại và đang được điều trị y tế sau khi sức khỏe giảm sút. Ông đã trải qua cuộc phẫu thuật tiếp theo vào tháng sau.
Vào ngày 11 tháng 12 năm 1991, Honeckers tìm nơi trốn tránh trong Đại sứ quán Chile tại Moskva, đồng thời xin tị nạn chính trị ở Liên Xô. Bất chấp lời đề nghị giúp đỡ từ Triều Tiên, thay vào đó, Honecker hy vọng được bảo vệ đặc biệt từ Chile vì dưới thời của Honeckers, Đông Đức đã cho nhiều người Chile lưu vong sau cuộc đảo chính quân sự năm 1973 của Augusto Pinochet. Ngoài ra, cô con gái Sonja đã kết hôn với một người Chile. Tuy vậy, Chính quyền Chile tuyên bố ông không thể vào đất nước của họ mà không có hộ chiếu Đức hợp lệ.
Mikhail Gorbachyov đã giải thể Liên Xô vào ngày 25 tháng 12 năm 1991 và trao lại tất cả các quyền lực cho nhà lãnh đạo Nga Boris Yeltsin. Chính quyền Nga từ lâu đã rất muốn trục xuất Honecker, trái với mong muốn của Gorbachyov, và chính phủ mới hiện yêu cầu ông rời khỏi đất nước nếu không phải đối mặt với việc bị trục xuất.
Vào tháng 6 năm 1992, Tổng thống Chile Patricio Aylwin, lãnh đạo một liên minh cánh tả, cuối cùng đã đảm bảo với Thủ tướng Đức Helmut Kohl rằng Honecker sẽ rời Đại sứ quán ở Moskva. Được báo cáo là trái với ý muốn của ông, Honecker đã bị đuổi ra khỏi đại sứ quán vào ngày 29 tháng 7 năm 1992 và bay đến sân bay Tegel của Berlin, nơi ông bị bắt và giam trong nhà tù Moabit. Ngược lại, người vợ Margot đi trên chuyến bay thẳng từ Moskva đến Santiago, Chile, nơi bà ban đầu ở cùng con gái Sonja. Các luật sư của Honecker đã không thành công kháng cáo cho ông được thả ra khỏi nhà tù trong giai đoạn dẫn đến phiên tòa.

## Sau năm 1992
Phiên toà chính thức mở ra đầu năm 1993, Honecker đã được chính quyền Berlin thả vì sức khoẻ kém ngày 13 tháng 1 và cũng trong năm ấy ông sang Chile sống cùng vợ ông, con gái Sonja, con rể cũ người Chile Leo Yáñez và cháu ngoại Roberto. Ông chết trong cảnh lưu vong vì bệnh ung thư gan tại Santiago de Chile ngày 29 tháng 5 năm 1994. Thi thể của ông được hỏa táng và tro được tin là thuộc sở hữu của bà quả phụ Margot.

## Cá nhân
Honecker đã cưới vợ 3 lần. Sau khi được quân Đồng minh phóng thích vào năm 1945 ông đã lấy bà cai tù chế độ Quốc Xã cũ Charlotte Schanuel - người qua đời vào năm 1947. Từ năm 1947 ông ở với vợ mới là cán bộ FDJ Edith Baumann cho tới khi ly dị vào năm 1953. Họ có một con gái, Erika (sinh vào năm 1950) - người đã sinh cho ông một đứa cháu ngoại, tên là Anke. Sau khi bà đại biểu quốc hội Margot Feist sinh cho ông một người con gái không hôn thú vào tháng 12 năm 1952, Sonja, bà Edith Baumann đã làm đơn li dị ông vào năm 1953. Cùng năm đó bà Margot Feist trở thành người vợ thứ ba của ông. Margot Honecker có hơn 20 năm làm Bộ trưởng Giáo dục Cộng hòa Dân chủ Đức. Từ cuộc hôn nhân của Sonja với ông Leonardo Yáñez Betancourt năm 1974 Honecker có được thêm một người cháu ngoại, Roberto Yáñez Betancourt y Honecker. Margot, vợ của Honecker, con gái ông - bà Sonja, con rể ông Leonardo Yáñez Betancourt (đã lị dị vợ vào năm 1993), cùng cháu ngoại ông, Roberto bây giờ sống ở Santiago de Chile.
Có tin cho rằng Tổng bí thư Honecker đam mê săn bắn và đã trực tiếp tham gia săn bắn một số loại thú. Vì ý thích của ông các loại thú ở các nước cộng sản lân cận được cung cấp cho những bữa tiệc đi săn thường xuyên của ông.

## Những câu nói nổi tiếng
- "Bức Tường sẽ đứng trong 50 thậm chí 100 năm, nếu các lý do cho nó không được giải quyết." (Berlin, 19 tháng 1 năm 1989) (Nguyên văn: "Die Mauer wird in 50 und auch in 100 Jahren noch bestehen bleiben, wenn die dazu vorhandenen Gründe noch nicht beseitigt sind")
- "Cả bò và lừa đều không thể chấm dứt quá trình xã hội chủ nghĩa." (Hai con vật trong văn vần Đức nguyên bản: "Den Sozialismus in seinem Lauf hält weder Ochs noch Esel auf", Berlin, 7 tháng 10 năm 1989)
- "Tương lai thuộc về chủ nghĩa xã hội" (Nguyên văn: Die Zukunft gehört dem Sozialismus) (đầu thập niên 1980)
- "Luôn tiến về phía trước, không bao giờ lùi lại." (Nguyên bản: Vorwärts immer, rückwärts nimmer) (đầu thập niên 1980)

## Văn học
Tự truyện Honecker Aus meinem Leben đã được dịch sang tiếng Anh Từ cuộc đời tôi. New York: Pergamon, 1981. ISBN 0080245323